# Pachycondyla overbecki
Pachycondyla overbecki är en myrart som beskrevs av Hugo Viehmeyer 1916. Pachycondyla overbecki ingår i släktet Pachycondyla och familjen myror. Inga underarter finns listade i Catalogue of Life.